# Lachnum sesleriae
Lachnum sesleriae är en svampart som först beskrevs av Svrcek, och fick sitt nu gällande namn av Baral 1985. Lachnum sesleriae ingår i släktet Lachnum och familjen Hyaloscyphaceae.   Inga underarter finns listade i Catalogue of Life.